# Kegeltolhorens
Kegeltolhorens (Jujubinus) is een geslacht van zeeslakken, mariene buikpotige weekdieren in de familie van de Trochidae.

## Soorten
- Jujubinus alboranensis Smriglio, Mariottini & Oliverio, 2015
- Jujubinus augustoi Rolán & Gori, 2009
- Jujubinus baudoni (Monterosato, 1891)
- Jujubinus catenatus Ardovini, 2006
- Jujubinus curinii Bogi & Campani, 2006
- Jujubinus dispar Curini-Galletti, 1982
- Jujubinus eleonorae Smriglio, Di Giulio & Mariottini, 2014
- Jujubinus errinae Smriglio, Mariottini & Giacobbe, 2016
- Jujubinus escondidus Poppe, Tagaro & Dekker, 2006
- Jujubinus exasperatus (Pennant, 1777)
- Jujubinus fulgor Gofas, 1991
- Jujubinus geographicus Poppe, Tagaro & Dekker, 2006
- Jujubinus gilberti (Montrouzier in Fischer, 1878)
- Jujubinus gravinae (Dautzenberg, 1881)
- Jujubinus guanchus Curini-Galletti, 1985
- Jujubinus guphili Poppe, Tagaro & Dekker, 2006
- Jujubinus hernandezi Rolán & Swinnen, 2009
- Jujubinus hubrechti Poppe, Tagaro & Dekker, 2006
- Jujubinus interruptus (Wood, 1828)
- Jujubinus karpathoensis Nordsieck, 1973
- Jujubinus mabelae Rolán & Swinnen, 2009
- Jujubinus maldivensis (E. A. Smith, 1903)
- Jujubinus montagui (Wood, 1828)
- Jujubinus polychromus (A. Adams, 1853)
- Jujubinus poppei Curini-Galletti, 1985
- Jujubinus pseudogravinae Nordsieck, 1973
- Jujubinus rafaelmesai Rolán & Swinnen, 2013
- Jujubinus rubioi Rolán & Templado, 2001
- Jujubinus ruscurianus (Weinkauff, 1868)
- Jujubinus striatus (Linnaeus, 1758)
- Jujubinus suarezensis (P. Fischer, 1878)
- Jujubinus trilloi Smriglio, Di Giulio & Mariottini, 2014
- Jujubinus tumidulus (Aradas, 1846)
- Jujubinus unidentatus (Philippi, 1844)
- Jujubinus vexationis Curini-Galletti, 1990